# Associação Comercial da Comunidade Chinesa Timorense

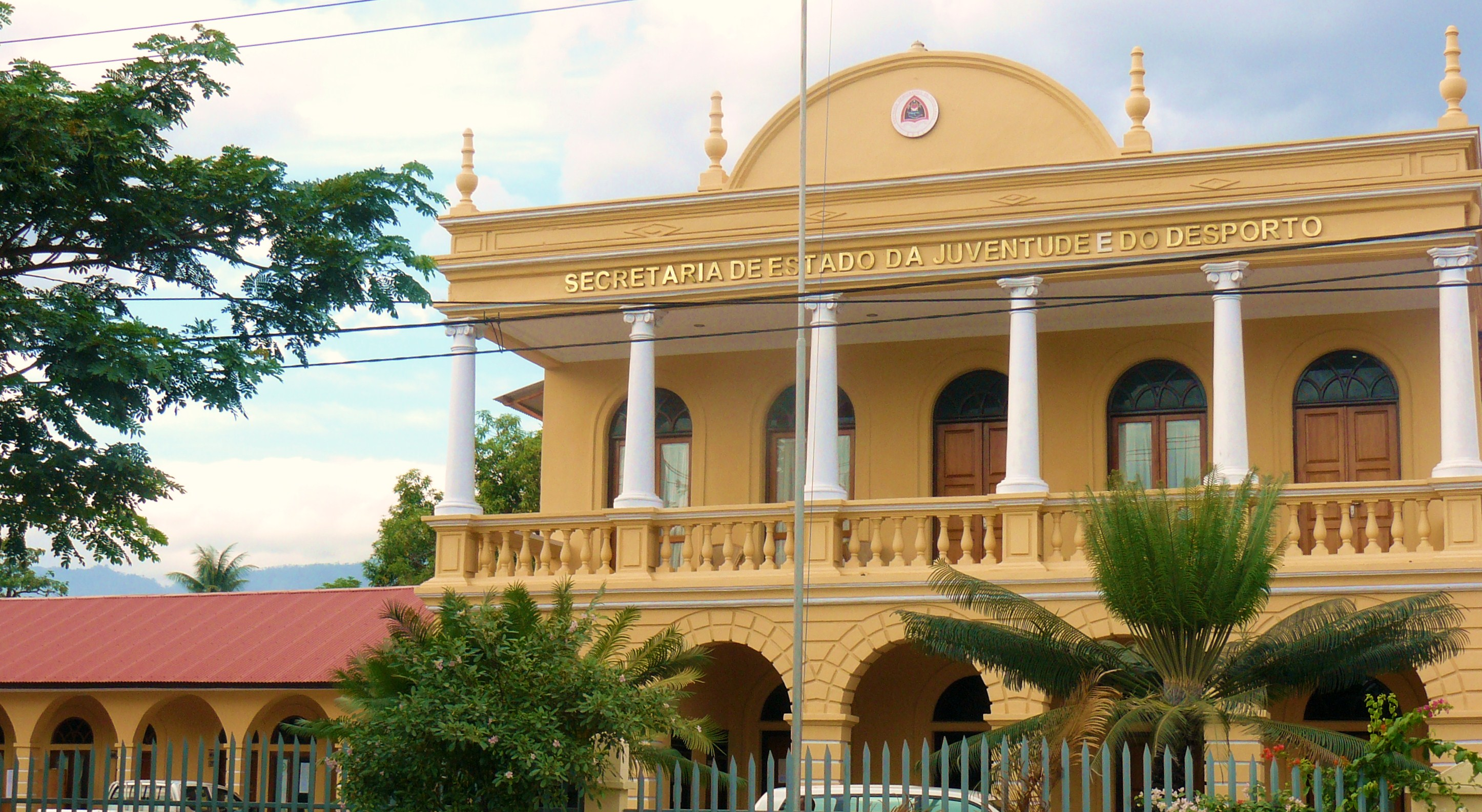
Ehemaliger Sitz der ACCCTO

Die Associação Comercial da Comunidade Chinesa Timorense (ACCCTO, tetum Assosiasaun Comunidade Xineza Timor-Oan) ist die Interessenvertretung der Chinesen in Osttimor.

## Geschichte
Chinesische Händler besuchten schon lange vor den Portugiesen die Insel Timor, die sie ab dem 16. Jahrhundert kolonisierten. In der zweiten Hälfte des 19. Jahrhunderts wuchs die Wirtschaft und der Bedarf an gelernten Arbeitern wuchs in der Kolonie, weswegen Chinesen vor allem über Macau nach Portugiesisch-Timor einwanderten.
Die ACCCTO wurde am 22. Oktober 1912 gegründet. 1930 lebten schon 2000 Chinesen in der Kolonie, die meisten davon in der Kolonialhauptstadt Dili. Gut organisiert bildeten sie eine Parallelgesellschaft mit zahlreichen eigenen Einrichtungen, wie den Guandi-Tempel, den Chinesischen Friedhof, den chinesischen Club (Chum Tuk Fong Su) und die chinesische Schule. Der ehemalige Sitz der ACCCTO ist heute das osttimoresische Staatssekretariat für Jugend und Sport.
Während der indonesischen Besatzung (1975–1999), als die chinesischstämmige Bevölkerung Osttimors unter Verfolgung litt und viele nach Australien flohen, ruhten die Aktivitäten der Vereinigung. 2002 wurde die ACCCTO neu registriert. Zum hundertjährigen Jubiläum 2012 hatte die ACCCTO wieder 400 Mitglieder. 2019 waren es 10.000.

## Wichtige Mitglieder

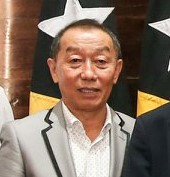
Siu Peng Lay (2020)

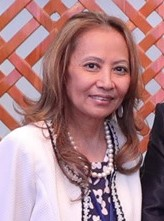
Kathleen Gonçalves (2019)

Langjähriger Präsident der ACCCTO war Siu Peng Lay. Seit 2019 ist Kathleen Gonçalves Präsidentin, Vizepräsident Xie Jinlong.